# Ryuun Nagai
Ryuun Nagai  (永井龍雲, parfois transcrit en Ryuuun Nagai, né le 4 novembre 1957)
est un chanteur japonais, auteur-compositeur-interprète. Il a sorti une trentaine de singles et une vingtaine d'albums depuis 1978, et compose également pour d'autres artistes.